# والتر هيلر
والتر هيلر (بالإنجليزية: Walter Wolfgang Heller )‏ (و. 1915 – 1987 م) هو اقتصادي، وأستاذ جامعي أمريكي، ولد في بوفالو، نيويورك، كان عضوًا في الحزب الديمقراطي الأمريكي، وكان عضوًا في الأكاديمية الأمريكية للفنون والعلوم، توفي عن عمر يناهز 72 عاماً، بسبب شلل القلب.

## مناصب
تولى منصب رئيس.

## التعليم
تعلم في جامعة ويسكونسن-ماديسون، وكلية أوبرلين.

## جوائز
حصل على جوائز منها:
- الزمالة المتميزة في الرابطة الاقتصادية الأمريكية.